# 潘加朱姆

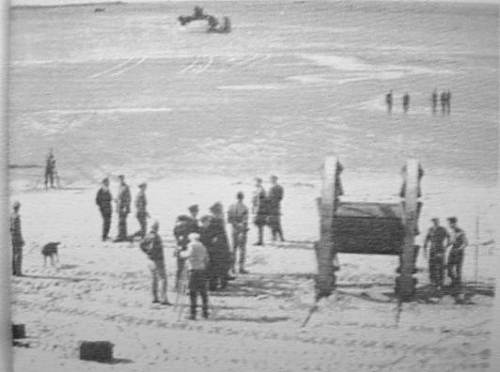
在德文郡韦斯特沃德霍！的“首领”火箭车

潘加朱姆火箭车（英語：Panjandrum），又被称作大首领（The Great Panjandrum)，是二战期间由英国军方研发的一种重型火箭驱动爆破车，也是海军部的多类型武器研发部在战争的最后一年研发的一系列实验性武器之一（一同研发的还有Hajile和刺蝟砲）。潘加朱姆火箭车最终没有被用于实战。

## 研发过程
DMWD被要求设计一种能摧毁德国大西洋壁垒的10英尺（3.0）高，7英尺（2.1）厚的混凝土工事的武器。由于被严密防守的滩头是危险的无人区，在那里几乎无法手工操作爆破装置，所以这种武器还被特别要求须能从登陆艇中发射。内维尔·舒特（Nevil Shute）少尉的计算得出，要在目标要求的混凝土工事中炸出一个能让坦克通过的缺口，至少需要1長噸（1,000）的炸药。如何运送如此多的炸药就成为了一个重要的问题，而潘加朱姆火箭车的概念便是经讨论产生的解决手段之一。按照设计，潘加朱姆火箭车两侧为直径10英尺（3.0）的木轮，木轮外侧有1英尺（0.30）的钢质外圈，而鼓状的炸药负载则被夹在两个轮子中间。两侧轮子上安装的线状无烟火药火箭将令潘加朱姆在满负荷（4,000-磅（1,800-））的情况下，以大约60 mph（97 km/h）的速度，冲破一切阻碍直抵目标。“潘加朱姆”的名字是由舒特少尉命名的，来源于布塞缪尔·福特著名的即兴无意义段落（福特的原文实际上是“the grand Panjandrum”），原文后紧跟的一句话是“直到炸药在他们靴子的后跟炸响”。

## 测试阶段
原型机最初在萊頓斯通被秘密制造出来后，即在夜间被运送至位于德文郡韦斯特沃德霍！的测试场。然而，由于那片测试用的滩头原本就是度假胜地，所以从潘加朱姆到达的那天起,保密工作就已彻底失败。自1943年7月开始进行测试以来，每一次实验有伴有大批无视DMWD警告与爆炸危险的市民围观。由于潘加朱姆的概念前所未有，实验在一开始十分谨慎——轮子上只安装了少量火箭，炸药负载也由等重的沙子来代替。舒特给出信号后，被点燃的火箭成功地将潘加朱姆从作为发射架的登陆艇中发射出去，行驶了一段距离后才因右轮火箭燃尽而停止。之后的几次尝试都加装了更多的火箭，但每一次潘加朱姆都在到达目标前失去了控制。

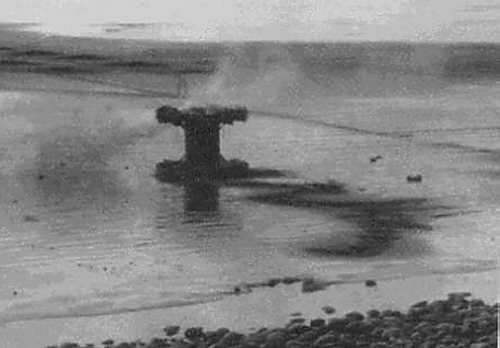
一次实验失败后的潘加朱姆

三个星期后，DMWD带着改进后的潘加朱姆回到滩头。新的车体装有超过70根火箭，并加装了一个稳定轮。火箭点燃后，潘加朱姆如离弦之箭冲向滩头，然后在沙滩上不规则地滑行，最后冲回了海里。一些重20磅（9.1）的火箭从车上脱落，从观众们的头上呼啸而过，还有一些则在水中殉爆。尽管遭受了失败，舒特和他的团队仍未气馁，他们移除了稳定轮，并在两个轮子上连上钢索，希望以此稳定潘加朱姆的轨迹。但潘加朱姆的力量太过强大，它轻而易举地扯断了钢索并把他们抛到九霄云外去了。DMWD花了数周时间，绞尽脑汁想要制服桀骜不驯的潘加朱姆，从更粗的钢索到更重的火箭夹具，所有能想得出的手段都被潘加朱姆的狂野轻松化解。直到最后，DMWD被告知，他们所研发的武器只需要能瞄准敌人的“大致方向”就可以了。出于仅剩的一点自信，DMWD决定于1944年一月，在海军官员，科学家，和一群官方新闻媒体面前进行最后的测试。

## 最终测试
布莱恩·约翰逊在英国广播公司（BBC）的纪录片《秘密战争》中，对最后的测试进行了详细的描写：
开始时一切正常，潘加朱姆从登陆艇中出来并登上滩头，高级官员们都在边上的山丘上用望远镜在观看……然后一个火箭夹断了，接着又有两根火箭脱落，潘加朱姆出现歪斜，看起来状况很不乐观。它跌进一个小沙坑并开始右转，并冲向正在用望远镜观测实验的克莱曼塔斯基，而后者错误地估计了距离，还在继续拍摄。听到潘加朱姆逼近的怒吼后他才从取景框中抬起头来，看到正不断掉落火箭的潘加朱姆正向他直冲过来。他赶紧拔腿逃命，不经意间看到山丘顶上的将军和官员们都伏下了身子，钻到了工事中寻找掩护。潘加朱姆继而掉头冲向大海，但被沙子绊住，最终在惊天动地的爆炸中化为碎片，而从它身上脱落的火箭仍在沙滩上肆无忌惮地横冲直撞。
鉴于这次实验的结果，项目毫无懸念地因安全性的原因被立刻终止。后来，官方宣称潘加朱姆其实是“坚毅行动”中对德国欺骗计划的一部分，通过研发这样的攻坚武器，来让德国人产生盟军将攻击防卫森严的加来，而非防守薄弱的诺曼底的错觉。

## 重建
在诺曼底登陆65周年纪念时，德文郡在当年做实验的滩头制作了一个复制品，当地的阿普尔多尔图书节出资制作的轮子高6英尺（1.8），宽3英尺（0.91），并由布里斯托尔的Skyburst装上了焰火以取代炸药。原本设计希望它能以24每小時（15英里每小時）的速度行驶500（1,600英尺）。在纪念活动中，它成功地保持了直线行驶，但只前进了50（160英尺）该活动的影片能在YouTube上被找到.

## 文化影响
- 尽管没有明确点名是潘加朱姆，在喜剧老爹的军队第十五季，"大轮子哟一圈圈地转"中，出现了一辆遥控车，无论是对其的描述还是出故障的方式都与潘加朱姆类似。处于卡通化的需要，那辆遥控车比真实的潘加朱姆更灵活，行程也更长。
- 斯图尔特·库珀的电影《霸主》中提到了潘加朱姆的实验。
- 汤姆·沃尔夫的书《真实材料》中提到了潘加朱姆。
- 潘加朱姆最后一次实验的新闻镜头在独立电视台（ITV）的纪录片《战争中的世界》第17集中出现。
- 《黑塔利亚》中，潘加朱姆是导致拟人化的英国——亚瑟·柯克兰生病的罪魁祸首，并和巴斯比之椅（Busby's stoop chair）一起出现在英国的角色歌“Pub & Go!”中。
- 2015年劇場版動畫「少女與戰車劇場版」（GIRLS und PANZER der FILM ガールズ&パンツァー劇場版），片尾在廢棄遊樂場中，西住姊妹以兩輛德系戰車對抗島田愛里壽的百夫長戰車。其中遊樂場出现了一個以潘加朱姆為原型的旋轉飛椅，先被島田愛里壽以主砲轟飛的V2火箭擊中，倒塌後再遭島田以主砲直接轟擊。

## 引用
记录
1. ↑  "Replica of the Great Panjandrum, 1944 super-weapon, to be tested" （页面存档备份，存于） by Simon de Bruxelles, The Times, (5 June 2009)
2. ↑  "The Great Panjandrum rolls again…" （页面存档备份，存于） by John Garth, Daily Mail (5 June 2009)

参考书目
- Pawle, G. The Secret War, White Lion, 1972. ISBN 0-85617-120-4
- Johnson, B. The Secret War, BBC Publications, 1978. ISBN 0-09-920790-7

## 相关链接
- "The Great Panjandrum" by Samuel Foote, on Wikisource.
- Eye witness account by Thomas William Leeson （页面存档备份，存于） On BBC WW2 People.
- Imperial War Museum Collection Search:

- .   [30 June 2012]. （原始内容存档于2021-01-05）.
- .   [30 June 2012]. （原始内容存档于2020-11-01）.

- John Garth: "The Great Panjandrum rolls again… Secret weapon designed for D-Day roars back to life for anniversary" （页面存档备份，存于）, 5 June 2009, Daily Mail (with video)